# Deutsche Oper Berlin
Die Deutsche Oper Berlin ist das größte der drei Opernhäuser in Berlin. Das Gebäude Bismarckstraße 34–37 im Ortsteil Charlottenburg wurde 1961 nach Entwürfen Fritz Bornemanns im Stil der Nachkriegsmoderne eröffnet und war Ersatz für das zuvor an gleicher Stelle stehende Deutsche Opernhaus. Dieses war 1912 nach Plänen Heinrich Seelings im Stil des Neoklassizismus errichtet worden, brannte im Zweiten Weltkrieg aus und wurde danach abgerissen. Das neu errichtete Charlottenburger Haus ist mit 1859 Sitzplätzen eine der größten Opern in Deutschland.
Die Deutsche Oper bildet mit der Staatsoper Unter den Linden, der Komischen Oper, dem Staatsballett und dem Bühnenservice Berlin die Stiftung Oper in Berlin.

## Geschichte

### Gründung

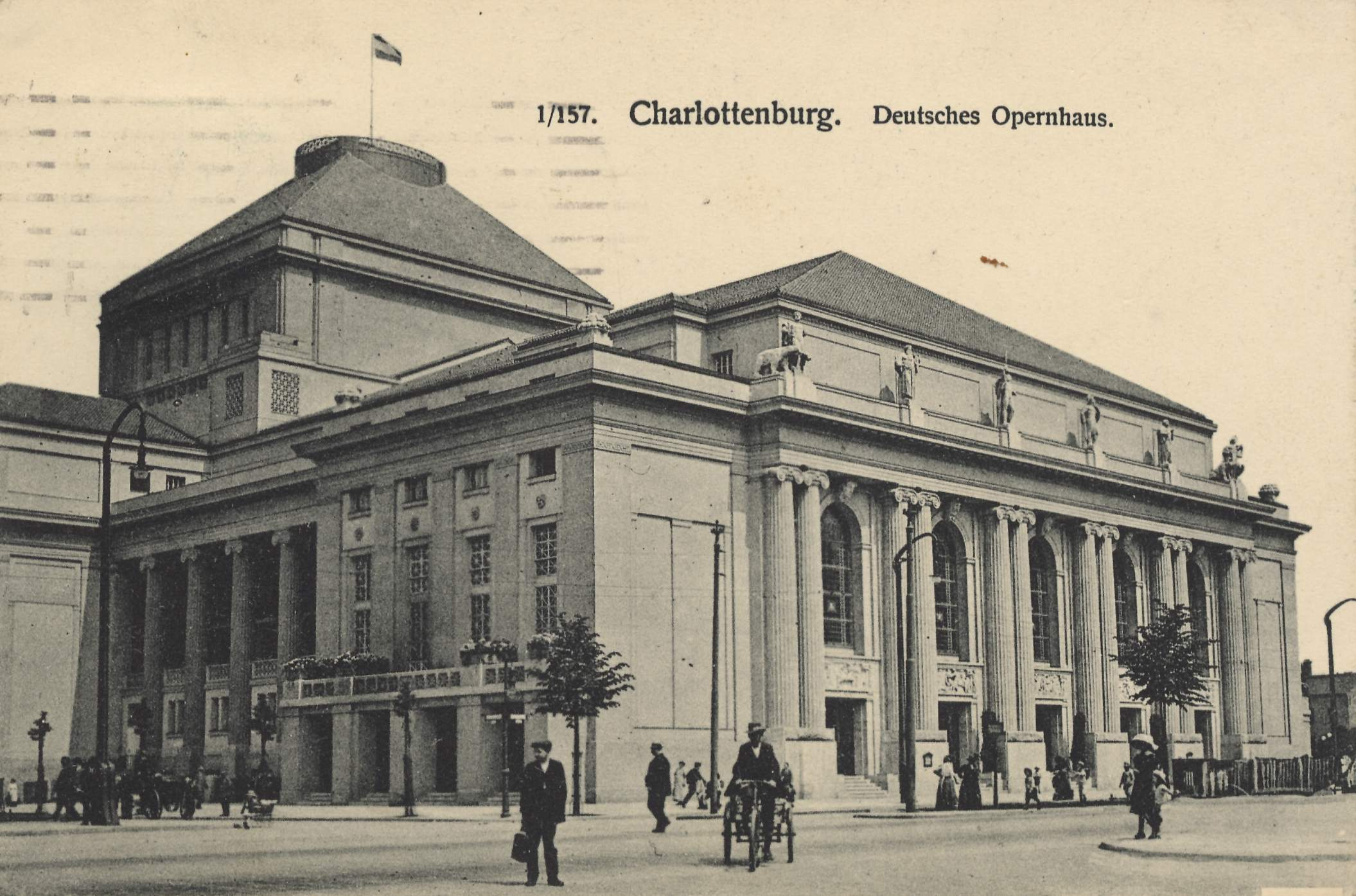
Deutsches Opernhaus, 1912

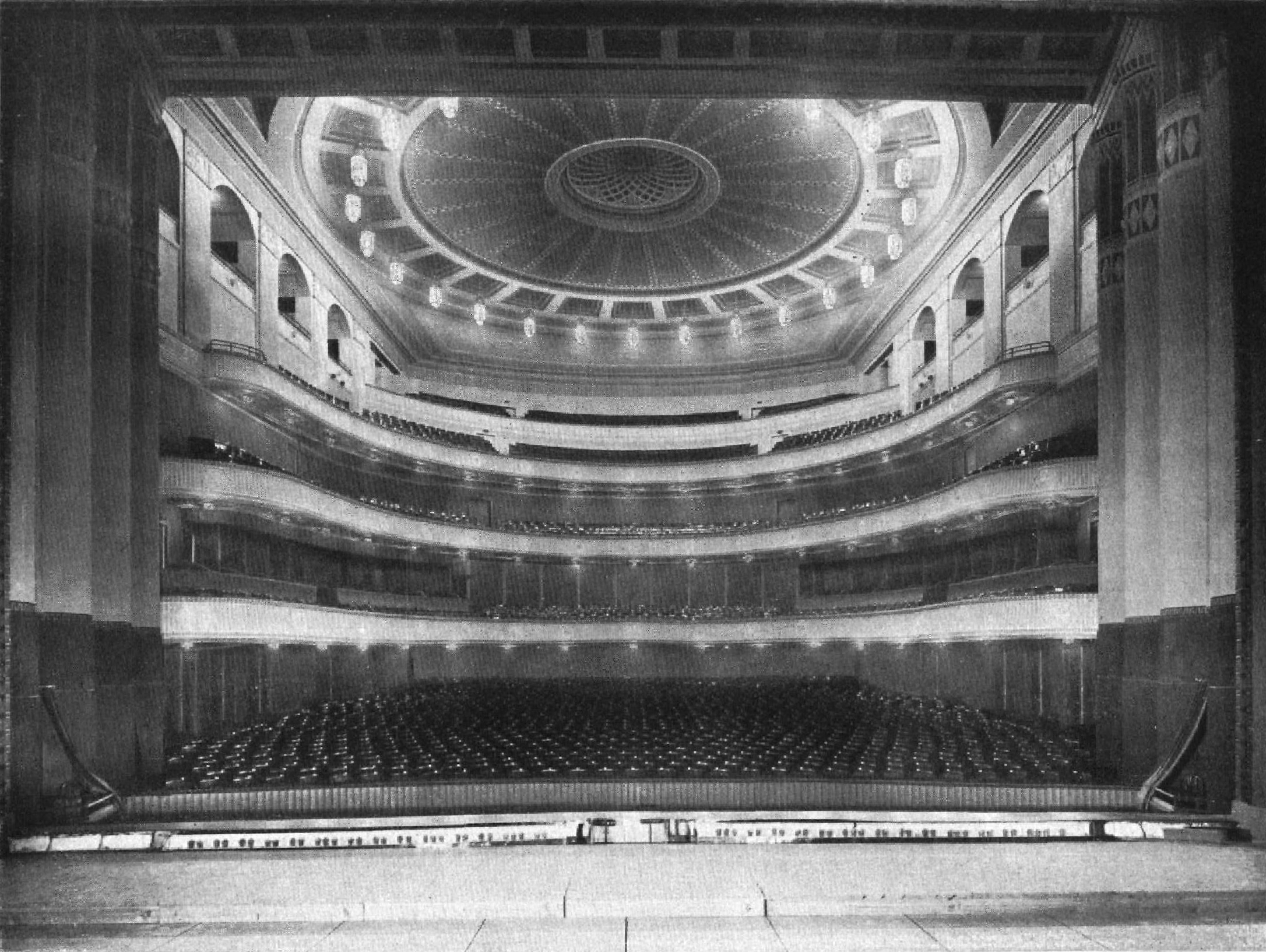
Zuschauersaal des Opernhauses, 1913

Die Initiative für die Gründung eines Opernhauses ging auf bürgerliche Kreise im damals selbstständigen Charlottenburg zurück. Als wirtschaftliche Stütze des Staates und intellektuelle Vorreiter wollten die Bewohner der reichsten Großstadt Preußens ein Opernhaus „für sich“ als Gegenentwurf zur „erstarrten“ Repräsentationsbühne der Hofoper Unter den Linden in Berlin.
Die Stadt Charlottenburg ließ in den Jahren 1911/1912 nach Plänen Heinrich Seelings das Deutsche Opernhaus errichten. Es wurde unter der Leitung von Ignatz Waghalter am 7. November 1912 mit Ludwig van Beethovens Fidelio eröffnet. Das neoklassizistische Gebäude war in drei Baukörper untergliedert: Einer davon umfasste das Foyer, den Zuschauersaal und die Repräsentationsräume, während die anderen beiden die Bühne sowie die Lager- und Verwaltungsräume beinhalteten. Die Hauptfassade zur Bismarckstraße wurde durch insgesamt zwölf jeweils paarweise angeordnete ionische Säulen mit Kannelierung gegliedert. Über dem Zuschauersaal hob sich ein Bühnenturm aus der Baumasse empor.
Als mit dem Gesetz über die Bildung einer neuen Stadtgemeinde Berlin (Groß-Berlin-Gesetz) Charlottenburg 1920 Teil der Reichshauptstadt wurde, erhielt das über 2300 Sitzplätze fassende Haus den Namen Städtische Oper.
Seit 1925 formte Lizzie Maudrick aus dem Opernballett nach und nach eine eigenständige Ballettkompanie.

### Nationalsozialismus und Zweiter Weltkrieg
In der Zeit des Nationalsozialismus ging 1934 das in Deutsches Opernhaus rückbenannte Charlottenburger Haus in den Besitz des Reiches über und unterstand damit dem Reichsministerium für Volksaufklärung und Propaganda von Joseph Goebbels. Als Ministerpräsident des Freistaates Preußen lenkte dagegen Hermann Göring die Staatsoper Unter den Linden, wenngleich die Häuser manchmal in Stellvertretung ihrer Dienstherren rivalisierten. Unter der Leitung von Paul Baumgarten wurde 1935 ein Umbau auf 2098 Sitzplätze durchgeführt. Entgegen dem ursprünglichen Entwurf mit einem standesunabhängigen Zuschauerraum wurde eine „Führerloge“ geschaffen. Nach der Zerstörung des Hauses am 23. November 1943 fanden die Vorstellungen bis Herbst 1944 im Admiralspalast in Berlin-Mitte statt.
Während der Zeit des Nationalsozialismus galt das Haus neben dem Bayreuther Festspielhaus als die Repräsentationsbühne des NS-Regimes schlechthin. Schon im Frühjahr 1933 zum Geburtstag des Intendanten Max von Schillings hieß es in den Opernheften: „Wir könnten einpacken, wenn es nicht möglich sein sollte, an einer Stätte, wo es gelang, einem empfangsbereiten, beeinflussbaren bürgerlichen Publikum Erzeugnisse des artfremdesten Kunstbolschewismus schmackhaft zu machen, jetzt wieder Werte reinerer, deutscher Wesensart einzubürgern.“

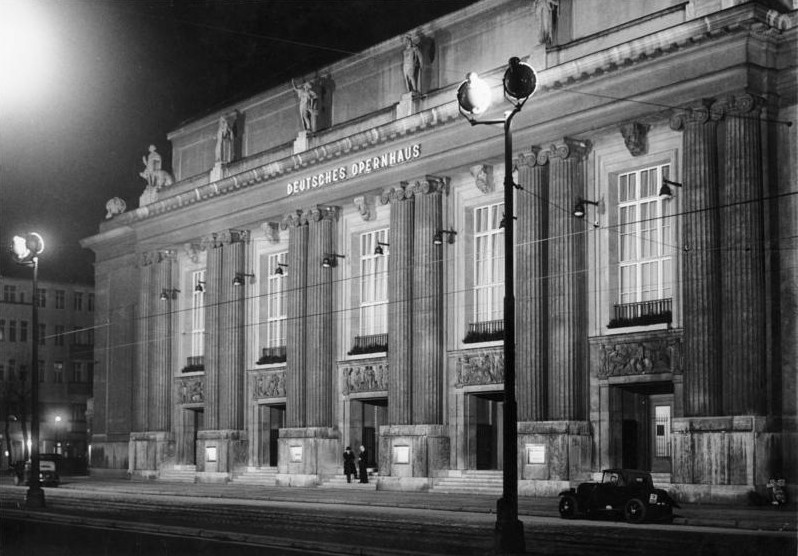
Deutsches Opernhaus, 1936

In diesem nationalsozialistischen Geist wurde das komplette Management der Oper abgesetzt und durch regimetreue Funktionäre ersetzt, darunter der langjährige Intendant Carl Ebert, die Dirigenten Fritz Stiedry und Paul Breisach, dazu der Sänger Alexander Kipnis, der Cellist Ernst Silberstein, die Violinisten Max Rosenthal und Wladyslaw Waghalter. Insgesamt wurden acht Orchestermusiker entlassen sowie Tänzer/Tänzerinnen und Bühnenarbeiter.
Nach dem Tod von Schillings im Juli 1933 wurde Wilhelm Rode, Heldenbariton des Hauses seit 1926, dessen Nachfolger. Gespielt wurden „genehme Werke“, also Wagner, Lortzing, Kienzl usw. Zeitgenössische Komponisten wie Weill oder als „artfremde“ diffamierte wie Offenbach und Meyerbeer waren nicht mehr gefragt.
Inszenierungen erforderten Dramaturgie, Arrangements und Ausstattungen. Für Letzteres war oft Benno von Arent verantwortlich. Dabei ging es um Naturtreue bis ins kleinste Blatt aus Pappe. Hans Sachs sang unter Butzenscheiben und die Festwiese der Meistersinger kam direkt aus einem Film von Leni Riefenstahl. Siegfried ritt zu Pferd heran, auf seinem Schild die Siegrune. Immerhin erforderte die Spielplanaufnahme von Traviata 1935 eine zaghafte Weiterentwicklung des Regietheaters.
Mitten im Zweiten Weltkrieg wurde der Intendant Rode im Sommer 1943 von dem erfolgreichen Hamburger Dirigenten Hans Schmidt-Isserstedt abgelöst. Mit Günther Rennert und Leopold Ludwig holte er sich zwei junge Künstler in sein Leitungsteam, die schon auf den künstlerischen Aufbruch des Nachkriegstheaters verweisen. Ihre Arbeit fand in den zunehmenden Wirren und Zerstörungen des Krieges allerdings kaum noch Resonanz. Così fan tutte war im Herbst 1943 die erste Rennert-Regie – sie wurde als „leicht, witzig, phantasievoll“ bewertet. Zwei Wochen später, am 23. November 1943, brannte das Haus bei alliierten Luftangriffen aus. Am 1. September 1944 trat die allgemeine Theatersperre in Kraft und alle Theater wurden geschlossen.

### Nachkriegszeit bis 1989

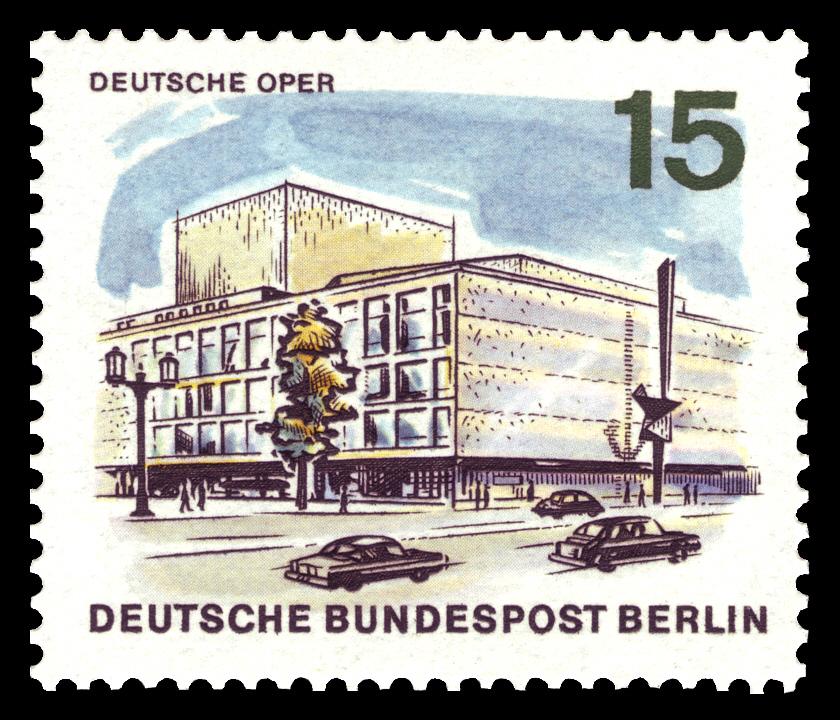
Berliner Sondermarke von 1965

Nach Kriegsende nutzte die nun wieder Städtische Oper für Vorstellungen das Gebäude des Theaters des Westens in der Nähe des Berliner Bahnhofs Zoo. Erste Premiere war am 4. September 1945, wie bei der Eröffnung 1912, Beethovens Fidelio. Nach dem Abriss des im Zweiten Weltkrieg ausgebrannten Vorgängerbaus wurde zwischen 1957 und 1961 nach Entwürfen des Berliner Architekten Fritz Bornemann der heutige Neubau an der Bismarckstraße errichtet. Der Zuschauerraum umfasste nun 1865 Sitzplätze. Die Eröffnung fand am 24. September 1961 mit Mozarts Don Giovanni statt. Diese Aufführung ist als wichtiges Zeitdokument auch als DVD erschienen. Der Neubau hatte 27,5 Millionen Mark gekostet (kaufkraftbereinigt in heutiger Währung: rund 74,7 Millionen Euro). Auf Anregung des Dirigenten Ferenc Fricsay erfolgte im gleichen Jahr die Umbenennung auf den heutigen Namen Deutsche Oper Berlin.
In der Zeit ab der Eröffnung des Neubaus wuchs die Deutsche Oper, entgegen ihrem ursprünglichen Gründungszwecke, in die Rolle des Repräsentationshauses des Landes Berlin (West) hinein, da die Staatsoper Unter den Linden, die traditionell diese Funktion in Berlin eingenommen hatte, als Bestandteil Ost-Berlins und der DDR eine eigene Entwicklung nahm. Als einziges Opernhaus in West-Berlin musste sie nun das gesamte Opernrepertoire abdecken. Neben Opern des Kernrepertoires fanden sich vielfach auch deutsche Erstaufführungen und Uraufführungen auf dem Spielplan: Komponisten wie Boris Blacher, Giselher Klebe, Hans Werner Henze, Luigi Dallapiccola, Aribert Reimann und Wolfgang Rihm schrieben Werke für die Deutsche Oper Berlin. Prägend waren die regieführenden Intendanten Heinz Tietjen, Carl Ebert, Gustav Rudolf Sellner und ab 1981 Götz Friedrich. Aber auch Wieland Wagner, Willi Schmid, Margherita Wallmann, Winfried Bauernfeind, Boleslaw Barlog, Otto Schenk, Oscar Fritz Schuh, Filipo Sanjust, Knut Sommer, Peter Beauvais, Günther Rennert, Nikolaus Lehnhoff, August Everding, Herbert Wernicke, Achim Freyer, Hans Neuenfels, Jean-Pierre Ponnelle, Hans Hollmann, Giancarlo del Monaco, Günter Krämer, David Poutney und John Dew führten mehrmals Regie und prägten das Haus.
Auf Initiative des Intendanten Götz Friedrich wurde 1986 in New York die Stiftung The American Berlin Opera Foundation gegründet.

### Seit 1990

#### Infolge des Mauerfalls: Gründung einer Stiftung der drei Berliner Opernhäuser
Nach der deutschen Wiedervereinigung verlor die Deutsche Oper ihren Status als einziges repräsentatives Opernhaus in West-Berlin. Diskussionen um die Schließung eines der drei Berliner Opernhäuser, eine kontinuierliche Absenkung der Zuschüsse aus dem Landeshaushalt und eine damit einhergehende finanzielle Schlechterstellung der Kollektive gegenüber der Staatsoper Berlin prägten die 1990er Jahre. 2000 verstarb Götz Friedrich noch vor Ende seiner letzten Amtszeit, sein Nachfolger Udo Zimmermann blieb nur zwei Jahre Intendant des Hauses. Neben einer umstrittenen Premiere von Fidelio, unter der musikalischen Leitung von Heinrich Schiff, prägten Handschriften von Daniel Libeskind, Karl-Ernst und Ursel Herrmann sowie Sebastian Baumgarten seine Amtszeit. Hans Neuenfels’ Inszenierung von Mozarts Idomeneo wurde, wie die Verdi-Inszenierungen des Regisseurs in der Ära Götz Friedrich, bei der Premiere 2003 zwar stark diskutiert, aber erst bei der Wiederaufnahme 2006 kommt es zu einer Diskussion über den Kreis Operninteressierter hinaus. Aus Sicherheitsbedenken sollte die Wiederaufnahme abgesetzt werden. Aufgrund der Diskussion um Mohammed-Karikaturen erschien das von Neuenfels statt des abschließenden Balletts erfundene stumme Nachspiel in neuem Lichte: In diesem wurde der abgeschlagene Kopf des islamischen Propheten Mohammed (neben den blutigen Köpfen Jesu, Buddhas und Poseidons) gezeigt, um zu verdeutlichen, dass die Unterwerfung des Menschen durch und in Religionen überwunden werden müsse. Anlass für die Absetzung waren Bedenken beim Berliner Innensenator und dem Landeskriminalamt. Sie hielten „gewalttätige Aktionen“ für möglich, auf die sie die Intendanz hinwiesen. Der damalige Bundesinnenminister Wolfgang Schäuble schaltete sich ein und befand die Absetzung sei inakzeptabel, was sei Meinungsfreiheit schon wert, wenn man sie aus Angst einschränken müsse. So argumentierten weitere Politiker. Wenn Sorge vor Protesten „zur Selbstzensur führt“, gerate die freie Rede in Gefahr, sagte der damalige Kulturstaatsminister Bernd Neumann. Kunst und Medien müssten Gegensätze in einer Gesellschaft benennen. Dafür brauche es Toleranz „auch gegenüber unbequemen Meinungen“. Nach Kritik an der Absetzung aus Kultur und Politik wurde die Warnung relativiert und die Inszenierung im Dezember 2006 wieder aufgeführt.
Mit der Gründung der Stiftung Oper in Berlin am 1. Januar 2004 wurde das Ballett der Deutschen Oper mit den Ballett-Compagnien der beiden anderen Opernhäuser fusioniert und das Staatsballett Berlin gegründet, das in allen drei Opernhäusern auftritt. Büro- und Probenräume des Staatsballetts befinden sich jedoch weiterhin in der Deutschen Oper Berlin. Die Intendanz von Kirsten Harms in den Jahren 2004 bis 2011 setzte zur Profilierung des Hauses unter anderem auf die Wiederaufführung aus dem Spielplan verschwundener Werke der ersten Hälfte des 20. Jahrhunderts wie Der Traumgörge von Alexander von Zemlinsky, Cassandra von Vittorio Gnecchi, Germania von Alberto Franchetti, Oberst Chabert von Hermann Wolfgang von Waltershausen und Walter Braunfels’ Jeanne d’Arc – Szenen aus dem Leben der Heiligen Johanna. Für die letzten beiden Werke wurde die Oper 2007 und 2008 in der Kritikerumfrage der Zeitschrift Opernwelt mit der Auszeichnung Wiederentdeckung des Jahres geehrt.
Die kommissarische Leitung in der Spielzeit 2011/12 übernahmen Generalmusikdirektor Donald Runnicles, Operndirektor Christoph Seuferle und der Geschäftsführende Direktor Thomas Fehrle. Seit 1. August 2012 ist Dietmar Schwarz Intendant, dessen Vertrag bis 2025 verlängert worden ist. Auch die Verträge mit Geschäftsführer Thomas Fehrle und Generalmusikdirektor Donald Runnicles sind bis 2027 verlängert worden. Letzterer wird aber bereits 2026 seinen Vertrag frühzeitig beenden. Im Sommer 2026 wird Aviel Cahn die Intendanz übernehmen. Die kommissarische Leitung für die Spielzeit 2025/26 übernimmt bis dahin Operndirektor Christoph Seuferle.
In der Intendanz von Dietmar Schwarz gab es verschiedene Schwerpunkte: Neuinszenierungen von Peter Grimes, Billy Budd, The Rape of Lucretia, Death in Venice, A Midsummer Night’s Dream sowie eine konzertante Aufführung des War Requiem bildeten einen Schwerpunkt des Schaffens von Benjamin Britten, dessen Werk an der Deutschen Oper Berlin lange vernachlässigt wurde. Zwischen 2014 und 2017 gab es Neuinszenierungen der Hauptwerke von Giacomo Meyerbeer. Außerdem findet sich ein Schwerpunkt mit unbekannten und selten aufgeführten Werken der 1910et und 1920er Jahre, wie Alexander von Zemlinskys Der Zwerg, Rued Langgaards Antikrist, Der Schatzgräber von Franz Schreker und Francesca di Rimini von Riccardo Zandonai. Insbesondere Christof Loys Inszenierung von Erich Wolfgang Korngolds Das Wunder der Heliane erhielt dabei viel Beachtung. Mit einer Reihe von Uraufführungen von Andrea Lorenzo Scartazzini, Aribert Reimann, Detlev Glanert, Chaya Czernowin und Giorgio Battistelli konnte die Tradition als Uraufführungshaus fortgesetzt werden. Neben der Tischlerei als neue Spielstätte für Uraufführungen, experimentelle Formate und Produktionen für Kinder und Jugendliche wurde auch das obere Parkdeck des an der Zillestraße liegenden Parkhauses als Open-Air-Spielstätte erschlossen. Für Aufsehen sorgte neben Iannis Xenakis Oresteia im Jahr 2014 vor allem die Aufführung von Richard Wagners Das Rheingold in einer Version für reduziertes Orchester im Juni 2020. Als einem der ersten Opernhäuser weltweit gelang dem Haus damit eine Opernaufführung mitten in der COVID-19-Pandemie.

#### Wasserhavarie 2017
Am Morgen des 24. Dezember 2017 setzte die Sprühwasserlöschanlage die Hauptbühne der Deutschen Oper vollständig unter Wasser. Durch den Wasserschaden wurden sowohl Ober- und Untermaschinerie, Beleuchtungstechnik als auch Kommunikations- und Datentechnik in Mitleidenschaft gezogen. Aus diesem Grund mussten die geplanten Opern- beziehungsweise Ballettvorstellungen am 25., 26. und 27. Dezember 2017 abgesagt werden. Ab dem 28. Dezember 2017 liefen die Vorstellungen wieder spielplankonform, einige Produktionen wurden aufgrund der gegebenen technischen Einschränkungen weiterhin szenisch adaptiert dargeboten. Die Bühnentechnik kann seit Beginn der Spielzeit 2018/19 wieder vollständig genutzt werden.

## Architektur des Gebäudes

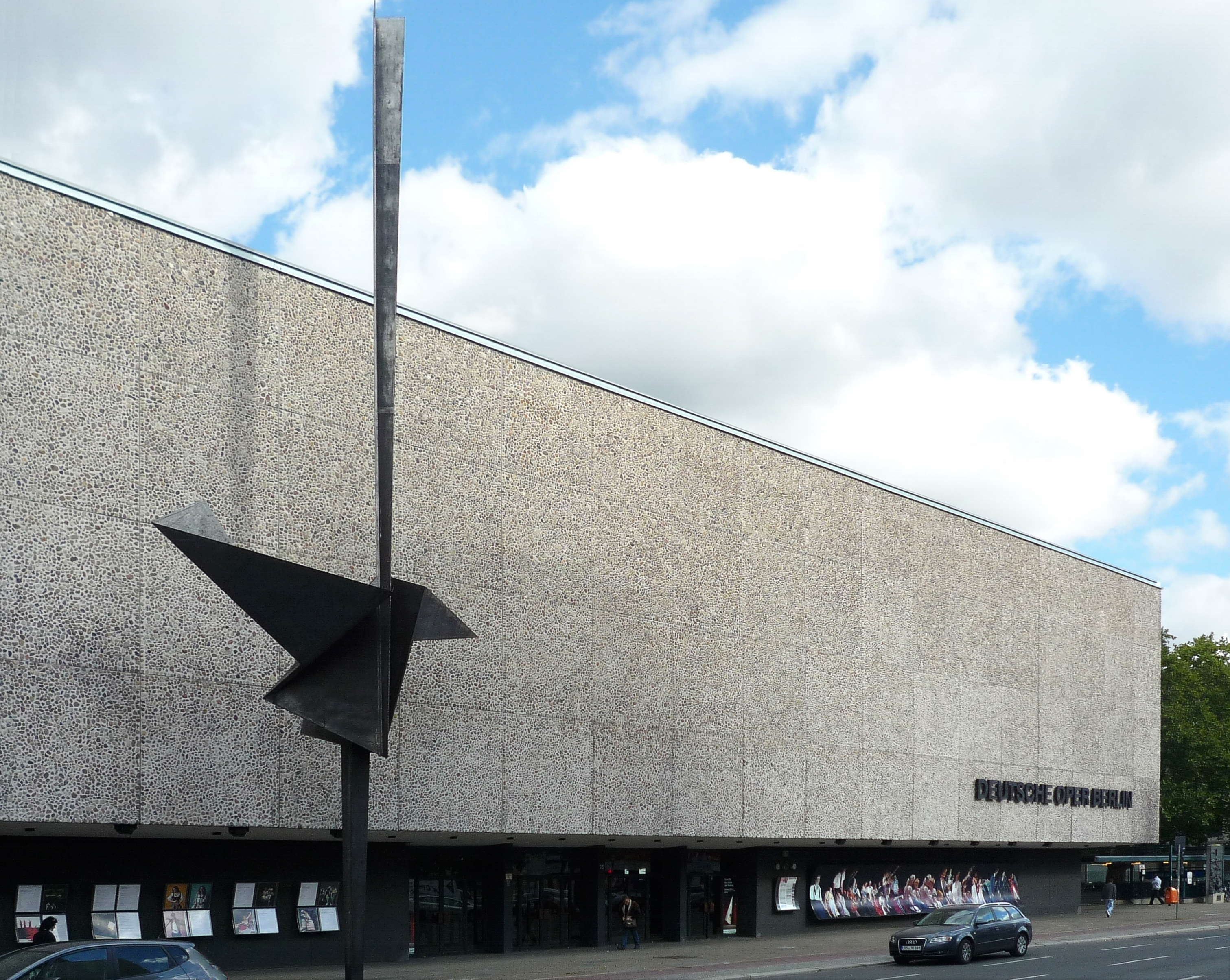
Hauptfassade zur Bismarckstraße und Metallskulptur von Hans Uhlmann

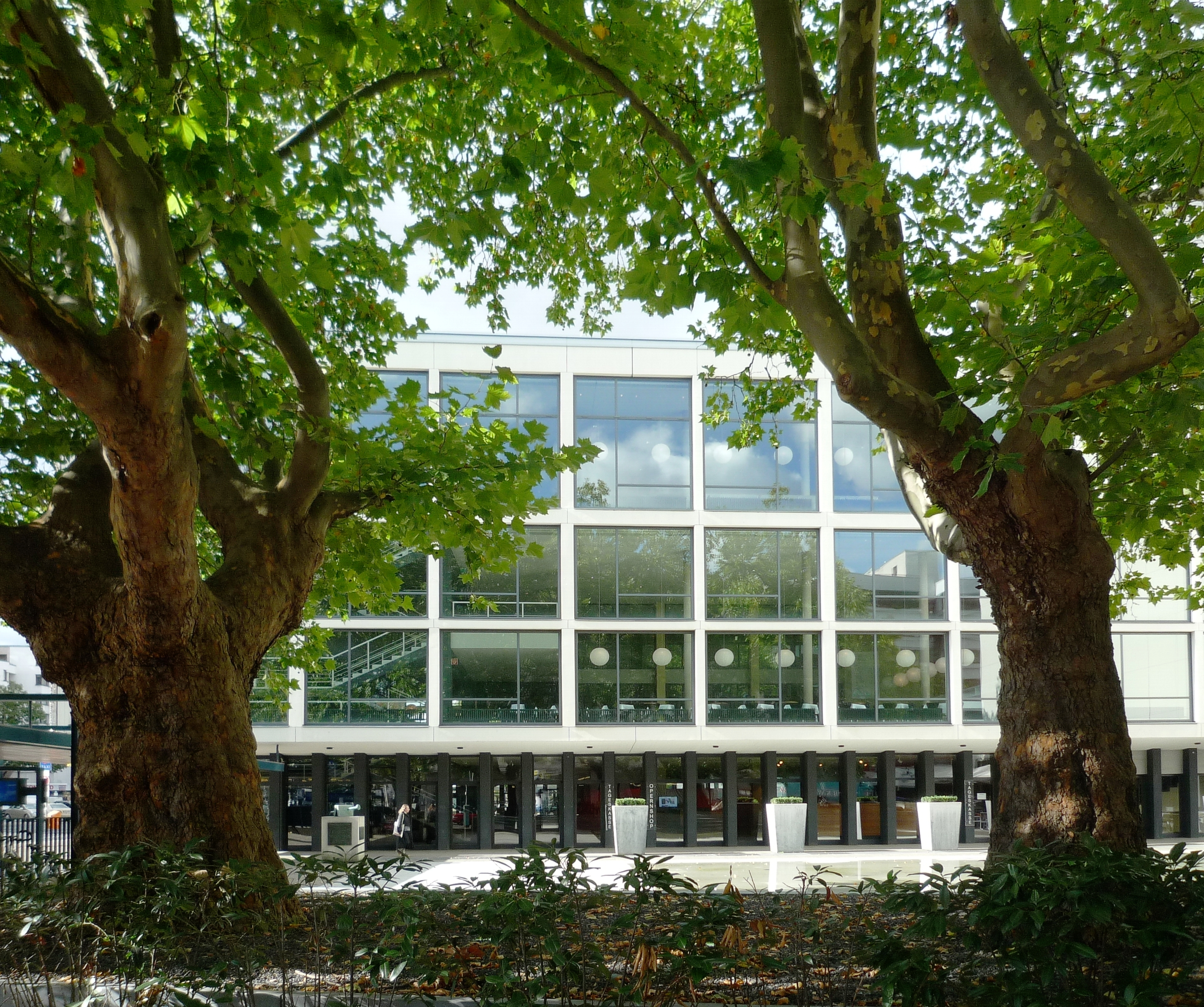
Blick zur Seitenfassade

### Überblick
Das Bauwerk gilt unter Kritikern als „nüchtern bis zur Staubtrockenheit“. Monumental und imposant nach Meinung anderer ist das architektonische Konzept des Neubaus der größten Berliner Oper aus den 1960er Jahren. Aus einem 1953 ausgelobten Wettbewerb zum Neubau des Zuschauerhauses der Deutschen Oper Berlin (die Bühne sowie die Annexe bzw. Anbauten mit u. a. Werkstätten, Magazinen, Lagerräumen, Büros waren nur teilweise zerstört worden und somit vorgegeben) ging der Berliner Architekt Fritz Bornemann als Sieger hervor, der bereits in den 1930er Jahren an den Ausstattungsprojekten seines Vaters an diesem Haus mitgewirkt hatte. Sein Gewinnerentwurf sah einen nahezu quadratischen Grundriss mit einer Seitenlänge von rund 70 m vor, der sich in drei Bereiche teilt: in das Hauptfoyer mit den Haupttreppen, den zentralen Zuschauerraum mit den anliegenden Nebenfoyers und Nebentreppen sowie die Bühnenzone mit Hauptbühne und den beiden Seitenbühnen.

### Äußeres
Für die zur stark befahrenen Bismarckstraße gewandte Frontseite des Zuschauerhauses konzipierte Bornemann eine massive Beton-Kiesel-Fassade. Die Wand schützt den Theatersaal vollständig vor dem Straßenlärm. Die erst in der zweiten Wettbewerbsstufe ergänzten, aus Glas gestalteten Seitenfassaden gestatten einerseits von außen den Blick in den Zuschauerraum, sollen jedoch andererseits nach Bornemanns Konzeption durch Lichtspiegelungen „den Blick nach außen dämpfen“, um eine Konzentration auf das Kunsterlebnis im Innenraum zu verstärken.

### Inneres

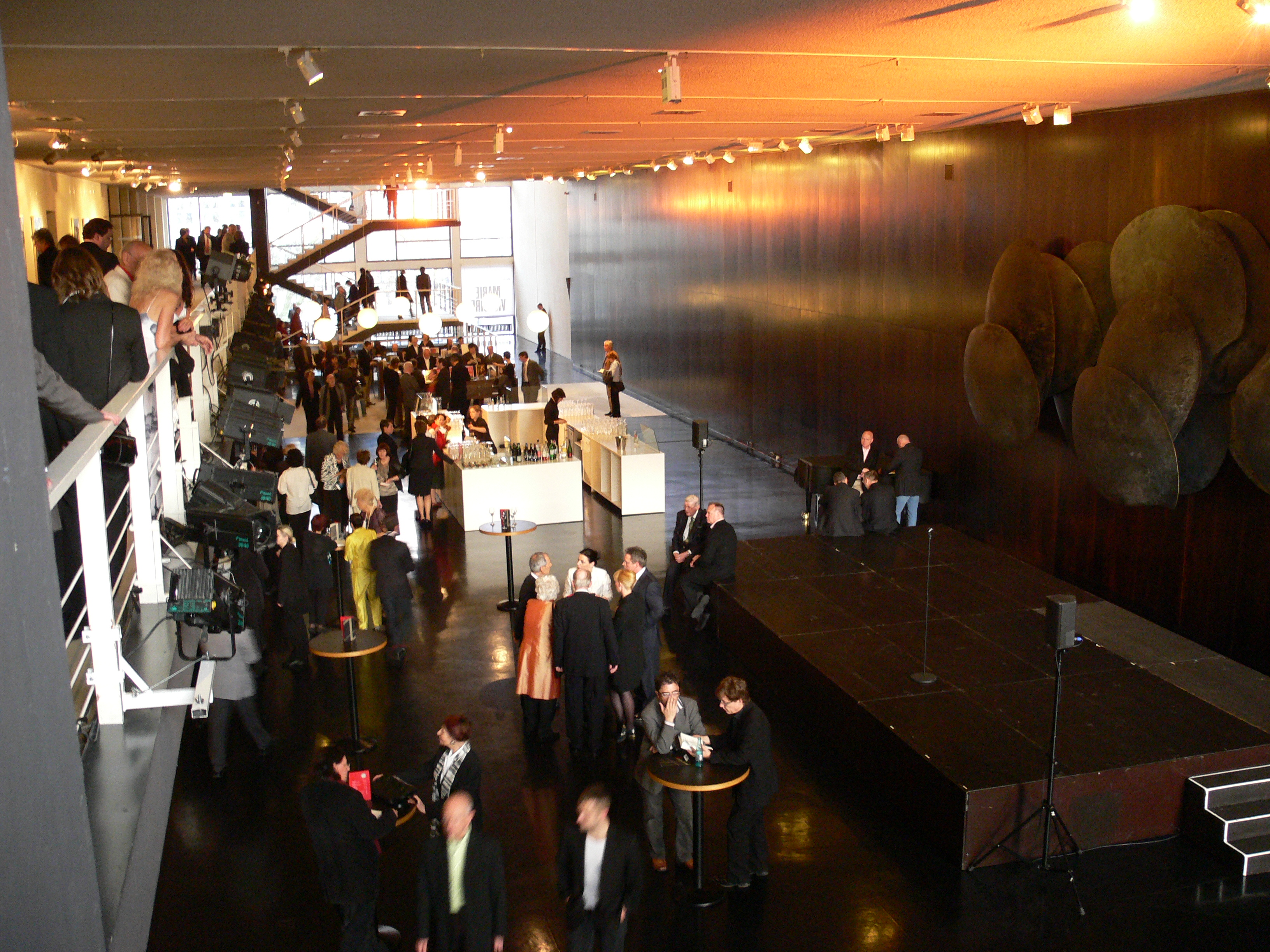
Hauptfoyer

Im Gegensatz zu den Pausenräumen historischer Theaterbauten waren die Foyers der Deutschen Oper Berlin von Anfang an als wichtige und herausgehobene Architektur-Elemente, nicht zuletzt als Ausstellungsräume für moderne Skulpturen und Gemälde (als Resonanz zur darstellenden Kunst) geplant. Daher sind sie nicht versteckt in Zwischengeschosse oder Souterrains gedrängt, sondern behaupten in Größe und Sichtbarkeit ihre nahezu gleichrangige Bedeutung neben dem Zuschauerraum. Sie selbst sind als Räume nahezu ohne sichtbare Stützen auf Zurückhaltung, Weite und Transparenz ausgelegt, die in zeittypischer Nüchternheit und Reduktion sowie mit exakt inszenierter Ausstattung, Licht- und Farbgestaltung eine Spannung zu den akzentuierten Kunstwerken herstellen. Treppen und Foyers sind für Filme und Werbespots wegen dieser Raumwirkung als Kulisse beliebt. Teile der Foyers können wegen ihrer Größe für Theatervorstellungen und Vorträge sowie Festlichkeiten genutzt werden. Ansonsten bieten sie in den Pausen durch die Glasfassade „Panoramablicke“ nach Ost und West.

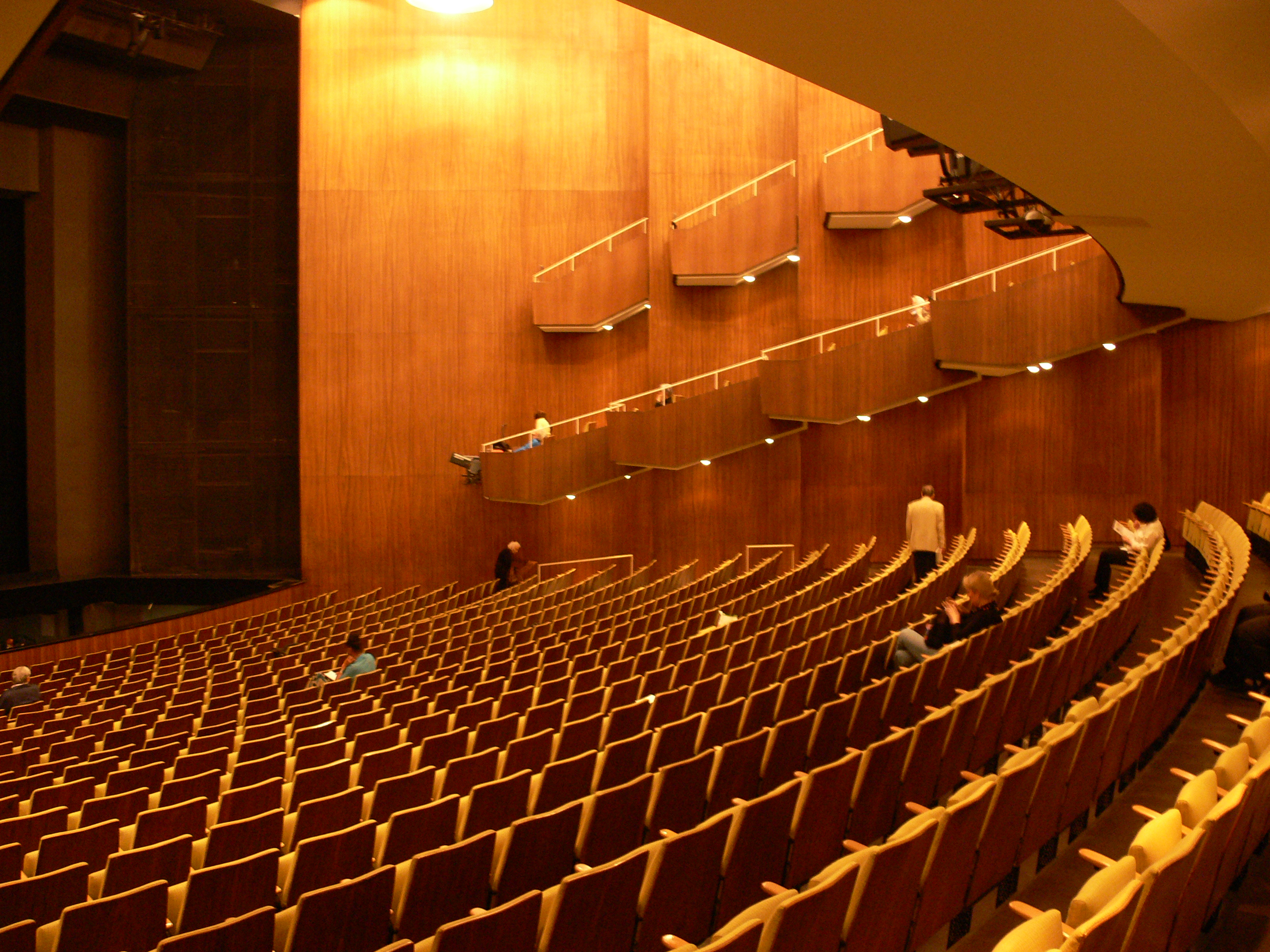
Zuschauerraum

Der Zuschauerraum ist kein Theater-U in Hufeisenform, vielmehr breit und nur schwach gekrümmt, mit freitragenden Balkons. Von jedem Platz ist die breite Bühne vollständig zu sehen. Die Akustik ist die beste aller Berliner Musiktheaterbühnen (zeitweise spielten nur Deutsche und Komische Oper in Berlin die Opernvorstellungen ohne elektronische Sound-Anlage zur Akustik-Optimierung). Damit bietet die Architektur des Zuschauerraums der Deutschen Oper einen diametralen Gegenentwurf zum nur sechs Jahre älteren Paulick-Saal der Staatsoper unter den Linden. Die schlichte Wandverkleidung des Saales aus tropischen Edelhölzern, die Farbgebung und die gezielt gerichtete Beleuchtung sollen die Aufmerksamkeit der Saalbesucher auf die Bühne konzentrieren und verdeutlichen, dass die Aufführung und nicht etwa Repräsentation im Vordergrund steht. Der Saal verfügt über keine klassischen Logen. Alle Vorstellungen werden zum besseren Textverständnis mit deutschen und englischen Übertiteln gegeben. Als bedeutende Theaterarchitektur der Nachkriegsmoderne steht das Gebäude unter Denkmalschutz.

## Künstlerisches Profil
Die Deutsche Oper Berlin ist mit 1859 Sitzplätzen heute das größte Opernhaus Berlins und stellt rund 42 Prozent der Plätze der drei Berliner Häuser der Opernstiftung. Im Jahr 2023 verzeichnete das Haus 243.649 Besucher. Seit Beginn der Spielzeit 2023/24 liegt die Auslastung bei 90 %.
Aufgabe der Deutschen Oper Berlin ist insbesondere die Pflege des „großen“ Repertoires des 19. Jahrhunderts mit den Kompositionen von Richard Strauss, Richard Wagner, Giacomo Puccini und Giuseppe Verdi.
Gerühmt wird das Charlottenburger Opernorchester vor allem für seine besondere Vielseitigkeit und sein Wagnerspiel. Es ist eine der größten Rekrutierungsquellen für das Bayreuther Festspielorchester. Im Haus an der Bismarckstraße hatte der Parsifal von Richard Wagner 1914 nach Ablauf der Schutzfrist seine deutsche Erstaufführung außerhalb Bayreuths. Wagners Ring des Nibelungen in der Inszenierung von Götz Friedrich gilt als epochemachende Regiearbeit. Sie wurde 2017 letztmals aufgeführt. Aufgrund der COVID-19-Pandemie hatte eine Neuinszenierung von Stefan Herheim in ungewöhnlicher Reihenfolge (zunächst Die Walküre, dann Das Rheingold, dann Siegfried und zuletzt die Götterdämmerung) ab Herbst 2020 Premiere.
Auch sonst ist das Haus den Bayreuther Wagner-Festspielen eng verbunden. Festspielleiterin Katharina Wagner hat an der Deutschen Oper Berlin Giacomo Puccinis Il trittico inszeniert. Und: ist sich die Familie Wagner bei der Neubesetzung des Chef-Postens der Bayreuther Festspiele nicht einig, so hat der Stiftungsrat der Festspiele nach seiner Satzung einen Rat aus Opernintendanten zu befragen und dabei zuerst den Intendanten oder die Intendantin der Deutschen Oper Berlin. Generalmusikdirektor Donald Runnicles führt als (ebenfalls Bayreuth-erfahrener) Wagner- und Strauss-Spezialist diese Tradition fort.
Neben dem Repertoire des 19. Jahrhunderts bilden Werke des frühen 20. Jahrhunderts und Uraufführungen sowie Wiederaufführungen zeitgenössischer Werke einen Schwerpunkt des Spielplans.
Unter den Einspielungen des Orchesters der Deutschen Oper gelten einige als Referenzaufnahmen, dies sind u. a. Wagners Meistersinger von Nürnberg unter Eugen Jochum mit Dietrich Fischer-Dieskau, Catarina Ligendza, Christa Ludwig, Plácido Domingo; Verdis Macbeth unter Giuseppe Sinopoli mit Renato Bruson, Mara Zampieri, James Morris sowie Orffs Carmina Burana unter Eugen Jochum mit Gundula Janowitz und Dietrich Fischer-Dieskau. Eine große Anzahl von Produktionen wurde auch auf DVD veröffentlicht.

### Spielstätte Tischlerei

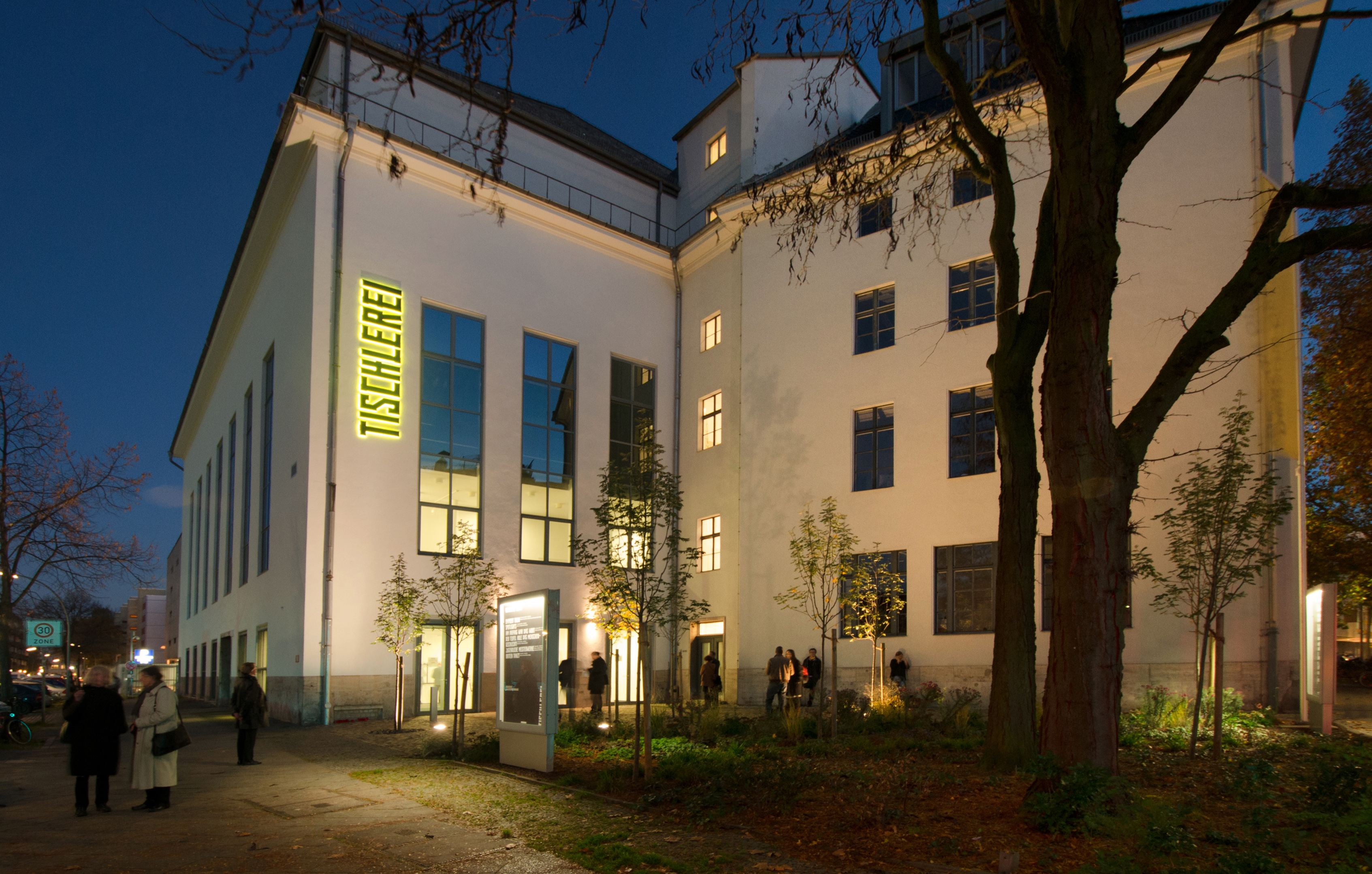
Spielstätte Tischlerei der Deutschen Oper Berlin

Die Tischlerei  ist die zweite Spielstätte der Deutschen Oper Berlin. Sie befindet sich an der Rückseite des Gebäudes der Deutschen Oper Berlin. Die ehemalige Werkstatt der Tischler wurde 2012 zu einem Theaterraum umgebaut. Die Spielstätte ist architektonisch ein offener Raum ohne Orchestergraben, Bühnenturm, Seiten- oder Hinterbühne. Zuschauertribünen sind flexibel einsetzbar. Programmatisch stehen Uraufführungen im Zentrum des Spielplans: Auftragskompositionen, Stückentwicklungen und Bearbeitungen älterer Werke. Die Tischlerei versteht sich als Werkstatt für das Musiktheater des 21. Jahrhunderts, sowohl für junges als auch für erwachsenes Publikum. Bisher wurden Werke von Gordon Kampe, Zad Moultaka, Malte Giesen, Keyvan Chemirani, Dariya Maminova, Brandt Brauer Frick und anderen uraufgeführt.
Hier finden zweijährlich die Neuen Szenen statt: Eine Kooperation zwischen der Deutschen Oper Berlin und der Hochschule für Musik Hanns Eisler. Es werden jeweils drei Auftragskompositionen vergeben, die von Studierenden der Hochschule zur Aufführung gebracht werden. Des Weiteren kooperiert die Deutsche Oper Berlin mit der Münchener Biennale. Seit der Spielzeit 2016/17 findet die Reihe Aus dem Hinterhalt statt, bei der sich eher Opernfremde mit Premieren- und Repertoireproduktionen auseinandersetzen. Die künstlerische Leitung lag bei Alexandra Holtsch und Eliah Rediger. Zu Gast waren u. a. Peaches, N. U. Unruh, Lydia Lunch, Black Cracker, Matthew Herbert, Hubert Wild, Hauen und Stechen, Gamut Inc, Mary Ocher und Sofia Portanet. Teilweise wurde dabei mit dem Musicboard Berlin kooperiert. Die Tischlerei ist auch Heimatort für die Kammerkonzertreihe der Deutschen Oper Berlin, die Tischlereikonzerte, sowie eine Vielzahl an Formaten im Bereich Jazz.
Künstlerische Leiterin der Tischlerei war von ihrer Gründung bis zur Spielzeit 2024/25 die heutige Co-Intendantin des Hessischen Staatstheaters Wiesbaden, Dorothea Hartmann. Für die Saison 2024/25 übernahm die Dramaturgin Carolin Müller-Dohle die Leitung. Seit der Spielzeit 2025/26 hat der Dramaturg Sebastian Hanusa die künstlerische Leitung inne.

### Junge Deutsche Oper
Die Junge Deutsche Oper bietet nicht nur Produktionen für ein Junges Publikum auf der Hauptbühne, in der Tischlerei und mobil an, sie realisiert auch eine Vielzahl an Workshops, Führungen und partizipativen Projekten. Große Popularität besitzen die Baby- und Knirpskonzerte sowie die Kinder- und Jugendclubs und die Opernmäuse. Eine Reihe von Uraufführungen von Musiktheaterstücken für Kinder und Jugendliche in der Tischlerei wurde an anderen Theatern im deutschsprachigen Raum nachgespielt, u. a. Gordon Kampes Kannst du pfeifen, Johanna, Samuel Penderbaynes Die Schneekönigin, Lin Wangs Oh, wie schön ist Panama und Gold! von Leonard Evers. Große partizipative Projekte mit Kindern und Jugendlichen wie Neuland, Der Schrei des Pfauen in der Nacht, Laut! oder Stabat Mater werden in regelmäßigen Abständen in der Tischlerei realisiert. Mobile Produktionen wie Expedition Kuckuck im Koffer und Expedition Tirili werden in Berliner Kindertagesstätten gezeigt. Die Junge Deutsche Oper ist Mitglied bei TUSCH und engagiert sich im Programm TUKI – Theater & Kita. Regelmäßig finden auch Herbst- und Winterferienmusiklabors sowie Advents- und Frühlingssingen mit dem Kinderchor der Deutschen Oper Berlin statt.

## Ensembles

### Orchester
Seit der Eröffnung des Deutschen Opernhauses 1912 gibt es ein eigenständiges Opernorchester an der Bismarckstraße. Bereits in den 1920er Jahren gastierten Dirigenten wie Wilhelm Furtwängler und Bruno Walter regelmäßig am Haus. Aus dieser Zeit stammen auch die ersten Schellackplatte-Aufnahmen. Prägender Dirigent (und Komponist) in dieser Zeit war Ignatz Waghalter. Während der Zeit des Nationalsozialismus erhielten nicht nur Dirigenten wie Leo Blech und Bruno Walter Auftrittsverbote, auch zahlreiche Orchestermusiker wurden aufgrund ihrer Herkunft verfolgt und mussten das Orchester verlassen. Seit 2020 wird der Musiker und anderen Künstler in einer Reihe von Konzerten Wider das Vergessen gedacht.
Das 1961 eröffnete neue Opernhaus gründete natürlich ein neues Orchester. Unter anderem wurden auch wieder Gastdirigenten verpflichtet, darunter Lorin Maazel, Herbert von Karajan, Giuseppe Sinopoli und Christian Thielemann. Thielemann war von 1997 bis 2004 als Generalmusikdirektor (GMD) der Deutschen Oper tätig. Im Jahr 2009 trat Sir Donald Runnicles als Nachfolger das Amt des GMD an, sein bereits verlängerter Vertrag reicht bis 2027.
Zusätzlich zu den Opernvorstellungen gibt das Orchester regelmäßig Sinfoniekonzerte. Unter Donald Runnicles liegt dabei der Schwerpunkt auf dem Werk Gustav Mahlers. Regelmäßig ist das Orchester auch Gast beim Musikfest Berlin in der Berliner Philharmonie. Etliche Orchestermitglieder haben darüber hinaus kleinere einzelne Ensembles gebildet, mit denen sie dann ebenfalls in der Deutschen Oper musizieren. Die Diskografie des Orchesters umfasst mehr als 200 Titel.
Ausgeschiedene Orchestermitglieder, Musiker aus anderen Einrichtungen wie Igor Strawinski oder andere Personen, die sich für das Opernensemble einsetzen, können zu Ehrenmitgliedern berufen werden. Im Jahr 2022 weist die Homepage 44 Ehrenmitglieder auf.
Zur Ausbildung des Musikernachwuchses unterhält das Orchester seit den 1980er Jahren eine eigene Orchesterakademie. Am 18. März 2024 feierte diese ihr 40-jähriges Bestehen.
Derzeit (Stamd: 2024) umfasst das Orchester 121 Musikerinnen und Musiker, plus acht unbesetzte Stellen. Einige von ihnen musizieren auch im Orchester der Bayreuther Festspiele.

### Chor
Dreimal hintereinander, in den Jahren 2008, 2009 und 2010, errang das Ensemble den Titel Chor des Jahres, den die Zeitschrift opernwelt durch eine Umfrage bei führenden Kritikern verleiht. 2012 wurde der Chor mit dem Europäischen Chorpreis der Europäischen Kulturstiftung Pro Europa ausgezeichnet. Der Erfolg des Ensembles wurde auch auf die kontinuierliche Arbeit des Chordirektors William Spaulding zurückgeführt, der seit der Spielzeit 2007/08 im Amt war. Im Februar 2012 erhielt der ehemalige Bundespräsident Richard von Weizsäcker die Ehrenmitgliedschaft des Chores der Deutschen Oper Berlin. Seit 2017 ist der Brite Jeremy Bines Chordirektor. Bei den International Opera Awards 2021 war der Chor der Deutschen Oper Berlin als „Chor des Jahres“ nominiert.

### Kinderchor
Der Kinderchor der Deutschen Oper Berlin ist seit seiner Gründung im Jahre 2008 zu einem wichtigen Teil der Deutschen Oper Berlin geworden. Seine erste große Aufgabe war die Carmen-Premiere am 8. März 2009. Seit dieser Zeit beteiligt dichder Kinderchor der Deutschen Oper Berlin an allen Opernaufführungen, in denen es Kinderchorpartien gibt. Dazu gehören und gehörten Tosca, Falstaff, Die Frau ohne Schatten, Carmina Burana, La Bohème, Hänsel und Gretel, Jeanne d’Arc – Szenen aus dem Leben der heiligen Johanna, Otello, Turandot, Iannis Xenakis’ Oresteia, Matthäus-Passion, A Midsummer Night's Dream, Otello, Pique Dame und die Knabensoli in Tosca und Macbeth. Auch an Produktionen in der Tischlerei wie Wolfsschlucht und Waldesruh war der Kinderchor beteiligt.
Rund 170 Kinder singen in den verschiedenen Ensembles des Kinderchores. Neben dem Einsatz in szenischen Produktionen gestaltet der Kinderchor auch eigene Programme mit dem Advents- oder Frühlingssingen und ist schon mehrmals als Gast in der Berliner Philharmonie und bei den Salzburger Festspielen aufgetreten. Auch bei dem Musikalischen Adventskalender der Deutschen Oper Berlin ist der Kinderchor stets mit verschiedenen Ensembles vertreten.
Seit der Spielzeit 2012/13 leitet Christian Lindhorst den Kinderchor. Einige Sängerinnen des Chors der Deutschen Oper Berlin übernehmen Aufgaben der Stimmbildung der jungen Sängerinnen und Sänger.

### Big Band / Jazzreihen
Seit 2005 tritt ein Ensemble von Instrumentalisten des Orchester der Deutschen Oper Berlin regelmäßig als Big Band der Deutschen Oper Berlin auf. Neben Konzerten auf der Hauptbühne, bei denen schon renommierte Künstler wie Katharine Mehrling, Till Brönner, Madeline Bell, Paul Kuhn, Lyambiko, Jocelyn B. Smith, Pe Werner, Bill Ramsey, Georgie Fame, Jiggs Whigham, Jeff Cascaro und Richard Galliano zu Gast waren, gestalten die Musikerinnen und Musiker auch eigene Reihen wie Jazz & Lyrics (in der Tischlerei) und Jazz & Breakfast im Restaurant der Deutschen Oper, RDO. Die Konzerte leitet Manfred Honetschläger als Dirigent und Arrangeur. Die künstlerische Leitung der Big Band sowie der Jazzreihen obliegt den Musikern Sebastian ,Sese‘ Krol und Rüdiger ,Rübe‘ Ruppert, die beide Mitglieder des Orchesters der Deutschen Oper Berlin sind bzw. waren.

## Uraufführungen auf der Hauptbühne, seit 1912
Deutsches Opernhaus, 1912–1925
- 1913: Kurt Hösel: Wieland der Schmid (Szenarium nach Richard Wagner)
- 1914: Ignatz Waghalter: Mandragola (nach Niccolò Machiavelli)
- 1917: Ignatz Waghalter: Jugend (nach dem Drama von Max Halbe)
- 1918: Friedrich Ernst Koch: Die Hügelmühle
- 1919: František Neumann: Herbststurm
- 1922: Paul Scheinpflug: Das Hofkonzert
- 1923: Ignatz Waghalter: Sataniel
- 1923: Emil Nikolaus von Reznicek: Holofernes

Städtische Oper Berlin, 1925–1933
- 1928: Julius Bittner: Mondnacht
- 1928: Wilhelm Grosz: Der arme Reinhold
- 1932: Kurt Weill: Die Bürgschaft
- 1932: Franz Schreker: Der Schmied von Gent

Deutsches Opernhaus, 1933–1945
- 1936: Clemens Schmalstich: Wenn die Zarin lächelt
- 1939: Arthur Kusterer: Katarina

Städtisches Opernhaus Berlin, 1945–1961
- 1948: Werner Egk: Circe
- 1949: Hans Schindler: Hannes fällt vom Dach
- 1949: Fritz Behrend: Die lächerlichen Preziösen (nach Molière) und Der schwanger Bauer (nach Hans Sachs)
- 1950: Heinrich Sutermeister: Die Füße im Feuer und Das Fingerhütchen (Dreiteiliger Abend mit Die schwarze Spinne)
- 1951: Robert Oboussier: Amphytrion
- 1952: Boris Blacher: Preußisches Märchen

Deutsche Oper Berlin, seit 1961
- 1961: Giselher Klebe: Alkmene
- 1964: Roger Sessions: Montezuma
- 1965: Hans Werner Henze: Der junge Lord (Libretto: Ingeborg Bachmann)
- 1966: Roman Haubenstock-Ramati: Amerika
- 1968: Luigi Dallapiccola: Ulisse
- 1969: Boris Blacher: 200.000 Taler
- 1970: Aribert Reimann: Die Vogelscheuchen (Ballett, Libretto: Günter Grass)
- 1972: Wolfgang Fortner, Matthias Braun: Elisabeth Tudor
- 1976: Toshirō Mayuzumi: Kinkakuji (Der Tempelbrand)
- 1981: Mauricio Kagel: Aus Deutschland
- 1987: Wolfgang Rihm: Oedipus
- 1987: Erhard Grosskopf: Lichtknall
- 1988: Marc Neikrug: Los Alamos
- 1990: Hans Werner Henze: Das verratene Meer (Libretto: Hans-Ulrich Treichel)
- 1992: Aribert Reimann: Das Schloss (Libretto des Komponisten nach dem gleichnamigen Romanfragment von Franz Kafka und dessen Dramatisierung durch Max Brod)
- 2005: Isabel Mundry: Ein Atemzug – Odyssee
- 2008: Walter Braunfels: Jeanne d’Arc – Szenen aus dem Leben der Heiligen Johanna (szenische Uraufführung)
- 2017: Andrea Lorenzo Scartazzini: Edward II.
- 2017: Aribert Reimann: L’invisible (Trilogie lyrique nach Maurice Maeterlinck)
- 2019: Detlev Glanert: Oceane (Libretto: Hans-Ulrich Treichel)
- 2019: Chaya Czernowin: Heart Chamber
- 2023: Giorgio Battistelli: Il teorema di Pasolini
- 2025: Rebecca Saunders: Lash – Acts of Love

Es fanden stets auch Uraufführungen auf anderen Bühnen, in den Foyers und seit 2012 vor allem in der Tischlerei statt. Dazu gehören Wilhelm Dieter Sieberts Der Untergang der Titanic in den Foyers, Kellern und Innenhöfen der Deutschen Oper Berlin im Jahr 1979, Aribert Reimanns Gespenstersonate nach August Strindberg 1984 im Rahmen der Berliner Festwochen im Hebbel-Theater und als Koproduktion mit der Münchner Biennale 2022 Once to be realised mit Uraufführungen von Jani Christou, Beat Furrer, Olga Neuwirth, Barblina Meierhanns, Samir Odeh-Tamimi, Younghi Pagh-Paan und Christian Wolff.

## Personen

### Intendanzen
Bisherige Intendanten der Deutschen Oper Berlin:
- Georg Hartmann (1912–1923)
- Wilhelm Holthoff von Faßmann (1923–1925)
- Heinz Tietjen (1925–1930)
- Kurt Singer (1930–1931)
- Carl Ebert (1931–1933)
- Max von Schillings (1933)
- Walter Paproth (1933–1934)
- Wilhelm Rode (1934–1945)
- Michael Bohnen (1945–1947)
- Robert Heger, Werner Kelch, Peter von Hamm (Direktorium; 1947–1948)
- Walter Paproth (1948–1949)
- Heinz Tietjen (1949–1954)
- Carl Ebert (1954–1961)
- Gustav Rudolf Sellner (1961–1972)
- Egon Seefehlner (1972–1976)
- Siegfried Palm (1976–1981)
- Götz Friedrich (1981–2000)
- André Schmitz (kommissarisch; 2000–2001)
- Udo Zimmermann (2001–2003)
- Heinz Dieter Sense, Peter Sauerbaum (kommissarisch; 2003–2004)
- Kirsten Harms (2004–2011)
- Christoph Seuferle (kommissarisch; 2011–2012)
- Dietmar Schwarz (seit 2012)
- Christoph Seuferle (kommissarisch; 2025–2026)

### Generalmusikdirektoren (GMD) / Chefdirigenten und namhafte Gastdirigenten
- Eduard Mörike (Dirigent) (1912–1923)
- Ignatz Waghalter (Ständiger Dirigent; 1912–1923)
- Rudolf Krasselt (Ständiger Dirigent; 1912–1923)
- GMD Leo Blech (1923–1924)
- GMD Bruno Walter (1925–1929)
- GMD Karl Dammer (1937–1939)
- GMD Artur Rother (1939–1943)
- GMD Hans Schmidt-Isserstedt (1943–1945)[62]
- GMD Ferenc Fricsay (1949–1952)
- GMD Leo Blech (1949–1953)
- GMD Artur Rother (1953–1958)
- GMD Richard Kraus (1954–1961)
- Heinrich Hollreiser (Chefdirigent; 1961–1964)
- GMD Lorin Maazel (1965–1971)
- Gerd Albrecht (Musikalischer Oberleiter; 1972–1974)
- GMD Jesús López Cobos (1981–1990)
- GMD Giuseppe Sinopoli (1990, Vertrag nicht angetreten – Dirigate als Gast)
- GMD Rafael Frühbeck de Burgos (1992–1997)
- GMD Christian Thielemann (1997–2004)
- GMD Renato Palumbo (2006–2008)
- GMD Donald Runnicles (seit 2009)

In seiner fast hundertjährigen Geschichte hat die Deutsche Oper Berlin zahlreiche Gastdirigenten am Pult gesehen. Einige waren so bedeutend, dass sie selbst die Bedeutung des Opernhauses beförderten (z. B. Wilhelm Furtwängler), die jahrzehntelange Zusammenarbeit mit anderen prägte zusätzlich das Orchester nachhaltig (z. B. Karl Böhm):
- Karl Böhm
- Daniel Barenboim
- Semjon Bytschkow
- Andris Nelsons
- Alberto Zedda
- Fabio Luisi
- Heinrich Schiff
- Max von Schillings
- Fritz Busch
- Wilhelm Furtwängler
- Herbert von Karajan
- Claudio Abbado
- Zubin Mehta
- Eugen Jochum
- James Levine
- Giuseppe Sinopoli
- Peter Schneider
- Horst Stein
- Marc Albrecht
- Fritz Stiedry
- Marcello Viotti
- Ulf Schirmer
- Thomas Søndergård
- Ivan Repušić
- Paolo Arrivabeni
- Enrique Mazzola
- Giampaolo Bisanti
- John Fiore

Ehrenmitglied des Orchesters ist der im Jahr 2011 verstorbene Humorist Vicco von Bülow.

## Filme
- Ouvertüre 1912 – Die Deutsche Oper Berlin. Dokumentarfilm, Deutschland, 2012, 89 min, Buch und Regie: Enrique Sánchez Lansch, Produktion: Monarda Arts, RBB, Arthaus Musik, Erstsendung: 23. Oktober 2012 bei RBB, Inhaltsangabe von 3sat.